# Massacre de Haymarket Square
Pour l’article homonyme, voir Haymarket (homonymie).
Le massacre de Haymarket Square, survenu à Chicago le 4 mai 1886, constitue le point culminant de la lutte pour la journée de huit heures aux États-Unis. Initié par les grévistes des usines McCormick de Chicago, l'événement se répand rapidement à travers tout le pays et devient un élément majeur de l'histoire de la journée internationale des travailleurs du 1er mai.
Dans la procédure judiciaire qui fut médiatisée dans le monde entier, huit anarchistes ont été reconnus coupables de complot. Ils sont accusés d'avoir confectionné une bombe artisanale pour commettre un attentat sur des policiers de Chicago pendant la manifestation sur Haymarket Square, en représailles aux événements du 1er mai 1886 (trois jours plus tôt, deux manifestants sont tués par la police). Lors du procès, aucun d'entre eux n'a avoué l'avoir lancée, ni être au courant de la conspiration, et seuls deux des huit anarchistes se trouvaient sur Haymarket Square au moment des faits,,,. Cinq ont été condamnés à mort et un à une peine de 15 ans de prison,. Le gouverneur de l'Illinois de l'époque, Richard J. Oglesby, a commué deux des condamnations à mort en peines de prison à vie ; un autre s'est suicidé en prison avant son exécution prévue.
Le site où s'est déroulé l'incident a été désigné Chicago Landmark (« monuments et lieux historiques de Chicago ») par la ville de Chicago en 1992, et une sculpture y a été érigée en 2004. De plus, le Haymarket Martyrs' Monument (« monument des martyrs de Haymarket ») a été désigné National Historic Landmark par le National Park Service en 1997 sur le lieu de sépulture des accusés à Forest Park, près de Chicago,.

## Contexte
Après la guerre de Sécession, et plus particulièrement après la longue dépression qui dura de 1873 à 1896, on assiste à une expansion rapide de la production industrielle aux États-Unis. Chicago était un grand centre industriel et des dizaines de milliers d'immigrants allemands et irlandais étaient employés à environ 1,50 dollar par jour. Les travailleurs américains travaillaient en moyenne un peu plus de 60 heures, au cours d'une semaine de travail de six jours.
Dans la seconde moitié du XIXe siècle, la ville devient un centre majeur pour de nombreuses organisations tentant d'organiser des revendications des travailleurs pour de meilleures conditions de travail. Les employeurs de la ville répondent par des mesures antisyndicales, telles que le licenciement et la mise sur liste noire de membres influents des syndicats, le verrouillage des travailleurs, le recrutement de briseurs de grève, l'emploi d'espions, de voyous et de forces de sécurité privées et l'exacerbation des tensions ethniques pour diviser les travailleurs. Les intérêts des entreprises ont été soutenus par les journaux grand public et ont été combattus par la presse syndicale et immigrée.

## Rassemblements
| |  |  |
| Le premier tract (gauche) appelant à se rassembler le 4 mai à Haymarket Square et la seconde édition (droite) du même tract. La phrase Travailleurs, armez-vous et venez en force ! ne figure plus dans la seconde édition. |  |  |

Tout commence lors du rassemblement du 3 mai 1886 à l'usine McCormick de Chicago. Cet événement s’intégrait dans la revendication pour la journée de huit heures de travail quotidien, pour laquelle une grève générale mobilisant 340 000 travailleurs avait été lancée. August Spies, militant anarchiste, est le dernier à prendre la parole devant la foule des manifestants. Entre 600 et 3 000 personnes étaient présentes pour écouter le discours d'August Spies selon les autorités.
Au moment où la foule se disperse, 200 policiers de Chicago font irruption et chargent les ouvriers. Il y a deux morts et une dizaine de blessés. Spies rédige alors dans le journal Arbeiter Zeitung un appel à un rassemblement de protestation contre la violence policière, qui se tient le 4 mai sur Randolph Street, à l'angle de Desplaines Street et Halsted Street (à Fulton River District, un quartier du secteur de Near West Side). Ce rassemblement se voulait avant tout pacifiste. Un appel dans le journal The Alarm appelait les travailleurs à venir armés, mais dans un seul but d’autodéfense, pour empêcher des carnages comme il s'en était produit lors de bien d’autres grèves.
Le jour venu, Spies, ainsi que deux autres anarchistes, Albert Parsons et Samuel Fielden, prennent la parole. Le maire de Chicago Carter Harrison, Sr. assiste aussi au rassemblement. Lorsque la manifestation s'achève, Harrison, convaincu que rien ne va se passer, appelle le chef de la police, l'inspecteur John Bonfield, pour qu'il renvoie chez eux les policiers postés à proximité. Il est 10 heures du soir, les manifestants se dispersent, il n'en reste plus que quelques centaines dans Haymarket Square, quand 180 policiers de Chicago chargent la foule encore présente. Quelqu'un jette une bombe sur la masse de policiers, en tuant un sur le coup. Dans le chaos qui en résulte, sept agents sont tués, et les préjudices subis par la foule élevés, la police ayant « tiré pour tuer ». John Benjamin Murphy, un médecin et chirurgien réputé de la ville, est dépêché sur place pour s'occuper des blessés. L'événement devait stigmatiser à jamais le mouvement anarchiste comme violent et faire de Chicago un point chaud des luttes sociales de la planète. On soupçonne l'agence de détectives privés Pinkerton de s'être introduite dans le rassemblement pour le perturber, comme elle avait l'habitude de le faire contre les mouvements ouvriers, engagée par les barons de l'industrie.
Après l’attentat, sept hommes sont arrêtés, accusés des meurtres de Haymarket. August Spies, George Engel, Adolph Fischer, Louis Lingg, Michael Schwab, Oscar Neebe et Samuel Fielden. Un huitième nom s'ajoute à la liste quand Albert Parsons se livre à la police.

## Procès

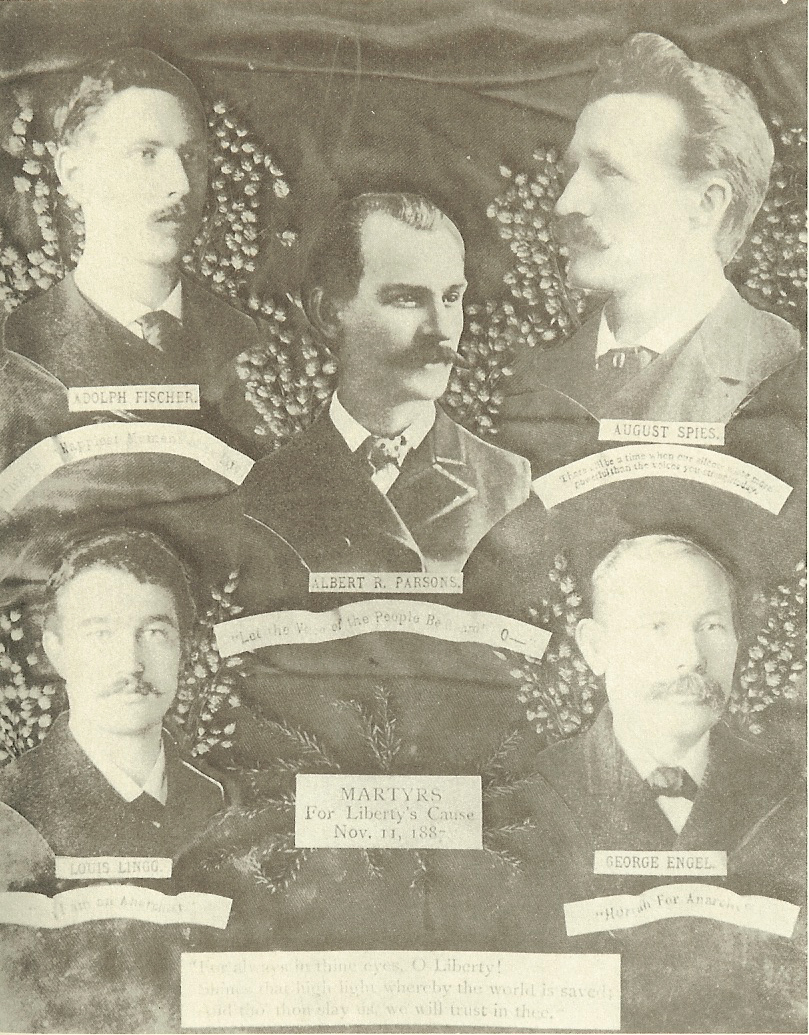
« The Haymarket Martyrs ».

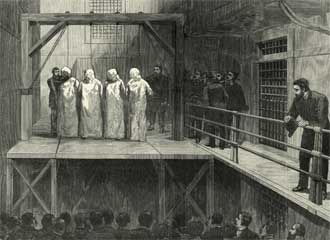
Chicago, le 11 novembre 1887. À 11h30, dans la cour de la prison, exécution par pendaison des anarchistes August Spies, Albert Parsons, Adolph Fischer et George Engel. Ce jour est surnommé le Black Friday (« Vendredi noir »).

Le procès s'ouvre le 21 juin 1886 à la cour criminelle du comté de Cook (Cook County Criminal Court Building) dans le centre de Chicago. C'est avant tout le procès des anarchistes et du mouvement ouvrier. Des douze jurés, aucun n'était ouvrier, quatre déclaraient haïr les radicaux et tous reconnurent ultérieurement être déjà convaincus de la culpabilité des accusés avant le début du procès. Le gouverneur de l'Illinois, John Peter Altgeld, indiquera à la suite de son enquête que « la plupart des preuves présentées devant le procès étaient des faux purs et simples » et que les témoignages avaient été extorqués à des hommes « terrorisés » que la police avait « menacé de tortures s'ils refusaient de signer ce qu'on leur dirait ». La sélection du jury compte par exemple un parent du policier tué. Le procureur Julius Grinnel déclare ainsi lors de ses instructions au jury :

« Il n'y a qu'un pas de la République à l'anarchie. C'est la loi qui subit ici son procès en même temps que l'anarchisme. Ces huit hommes ont été choisis parce qu'ils sont des meneurs. Ils ne sont pas plus coupables que les milliers de personnes qui les suivent.
Messieurs du jury : condamnez ces hommes, faites d'eux un exemple, faites-les pendre et vous sauverez nos institutions et notre société.
C'est vous qui déciderez si nous allons faire ce pas vers l'anarchie, ou non. »

Le 19 août, tous sont condamnés à mort, à l'exception d'Oscar Neebe qui écope de 15 ans de prison. Un vaste mouvement de protestation international se déclenche. Les peines de mort de Michael Schwab et Samuel Fielden sont commuées en prison à perpétuité (ils seront tous les deux graciés le 26 juin 1893). Louis Lingg se suicide en prison. Quant à August Spies, George Engel, Adolph Fischer et Albert Parsons, ils sont pendus le vendredi 11 novembre 1887. L'événement est connu comme étant le Black Friday littéralement le « Vendredi noir ». Les capitaines d'industrie sont conviés à assister à la pendaison sur invitation.
Les exécutés sont réhabilités par la justice en 1893. Le gouverneur de l'Illinois John Peter Altgeld déclara que le climat de répression brutale instauré depuis plus d'un an par l'officier John Bonfield était à l'origine de la tragédie :

« Alors que certains hommes se résignent à recevoir des coups de matraque et voir leurs frères se faire abattre, il en est d'autres qui se révolteront et nourriront une haine qui les poussera à se venger, et les événements qui ont précédé la tragédie de Haymarket indiquent que la bombe a été lancée par quelqu'un qui, de son propre chef, cherchait simplement à se venger personnellement d'avoir été matraqué, et que le capitaine Bonfield est le véritable responsable de la mort des agents de police. »

L'évènement connut une intense réaction internationale et fit l'objet de manifestations dans la plupart des capitales européennes. George Bernard Shaw déclara à cette occasion : 

« Si le monde doit absolument pendre huit de ses habitants, il serait bon qu'il s'agisse des huit juges de la Cour suprême de l'Illinois. »

Malgré les condamnations pour complot, aucun responsable réel n'a jamais été traduit en justice pour avoir lancé la bombe, et « aucune explication juridique ne pourrait jamais faire paraître tout à fait légitime un procès pour complot sans l'auteur principal » selon l'historien Timothy Messer-Kruse. Les historiens James Joll et Timothy Messer-Kruse affirment que les preuves désignent Rudolph Schnaubelt, beau-frère de Michael Schwab, comme l'auteur probable de l'attentat.
Tout en admettant qu'aucun des accusés n'était impliqué dans l'attentat de Haymarket Square, l'accusation a avancé l'argument selon lequel Louis Lingg avait confectionné la bombe, et deux témoins de l'accusation (Harry Gilmer et Malvern Thompson) ont tenté d'insinuer que l'individu ayant lancé la bombe avait été aidé par August Spies, Adolph Fischer et Michael Schwab,. Les accusés ont affirmé ne pas connaître le responsable. D'après l'historien Matthew Carr, sept ans après les événements, le gouverneur de l'Illinois a déclaré en 1893 que l'attentat avait été commandité par la police, et a dans la foulée innocenté (à titre posthume pour la plupart) les anarchistes condamnés sans preuves. 

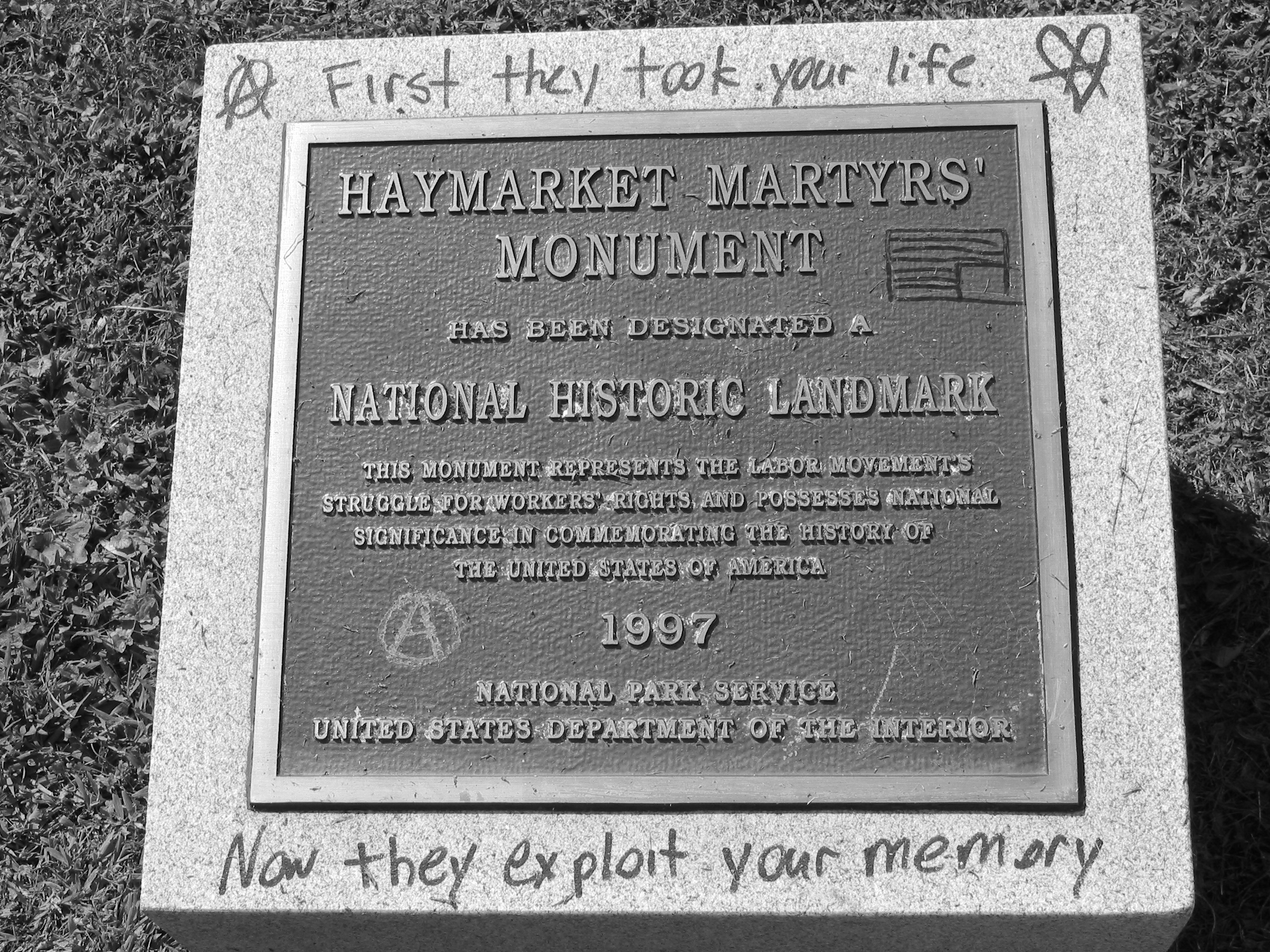
Plaque commémorative.

Les pendus de Haymarket deviennent le symbole du mouvement ouvrier mondial. L'événement est devenu un symbole de la répression organisée par les autorités patronales et politiques et de la combativité des militants ouvriers. Il s'inscrit dans le contexte de l'essor rapide de la grande industrie à partir des années 1860, qui eut pour conséquence un accroissement considérable de la main-d'œuvre ouvrière peu qualifiée et généralement immigrée. Ces ouvriers n'étaient pas encore organisés syndicalement : leur mouvement revendicatif prit la forme de grèves et d'émeutes parfois violentes, comme pendant la grande grève des chemins de fer le 24 juillet 1877 à Chicago, au cours de laquelle vingt cheminots furent tués. Comme la grève était le fait de la fraction du monde ouvrier la plus fragile socialement et professionnellement, la répression fut d'autant plus aisée pour les classes dirigeantes.

## Dans la fiction
- The Bomb, roman de Frank Harris paru en 1908, retrace le déroulement des événements suivant l'hypothèse que Rudolph Schnaubelt, membre du groupe anarchiste de Louis Lingg mais non arrêté, serait le lanceur de la bombe[29]. Le livre a été traduit en français sous le titre La Bombe[30].

### Radio
- Jean Lebrun, Philippe Pelletier, Les anarchistes : le moment terroriste, et après ?, France Inter, 26 novembre 2015, écouter en ligne.

### Iconographie
- Flavio Costantini, Chicago, 3 mai 1886, 1974, en ligne.

### Notices
- Notices d'autorité :   - BnF (données)
  - LCCN
  - GND
  - Israël
- Notices dans des dictionnaires ou encyclopédies généralistes :   - Britannica
  - Den Store Danske Encyklopædi
- L'Éphéméride anarchiste : « Massacre de Haymarket Square »
- L'Éphéméride anarchiste : « La pendaison des anarchistes de Chicago »